# Hambers
Hambers é uma comuna francesa na região administrativa da Pays de la Loire, no departamento de Mayenne. Estende-se por uma área de 25,93 km². Em 2010 a comuna tinha 626 habitantes (densidade: 24,1 hab./km²).